# ریچارد کلین
ریچارد کلین (انگلیسی: Richard Kline؛ زادهٔ ۲۹ آوریل ۱۹۴۴) یک هنرپیشه اهل ایالات متحده آمریکا است. وی از سال ۱۹۷۴ میلادی تاکنون مشغول فعالیت بوده‌است.

## گزیده فیلمشناسی
از فیلم‌ها یا برنامه‌های تلویزیونی که وی در آن نقش داشته‌است می‌توان به آثار زیر اشاره کرد.
- کودک دردسرساز (۱۹۹۰)
- جسور و زیبا (۱۹۹۵–۹۶)
- متأهل… بچه‌دار (۱۹۹۶)
- ارتفاعات آزادی (۱۹۹۹)
- نمایش دهه ۷۰ (۱۹۹۹)
- نجات سیلورمن (۲۰۰۱)
- قاضی ایمی (۲۰۰۱)
- دختران گیلمور (۲۰۰۲)
- بخش فوریت‌های پزشکی (مجموعه تلویزیونی) (۲۰۰۴)
- جک و جیل (۲۰۱۱)
- دو برابر فکر نمی‌کنم (۲۰۱۶)